# Det här är inte musik, det här är kärlek
Det här är inte musik, det här är kärlek är gruppen Lillasysters uppföljare till debutalbumet Hjärndöd musik för en hjärndöd generation. Albumet gavs ut 27 maj 2009. Albumet är producerat av Lillasyster.

## Låtlista
1. Peter Settman
2. Bombardier
3. Tid för en idiot
4. Andreas
5. Jag är här nu
6. My & Johannes
7. Rad efter rad
8. Singularitet
9. War Buddies
10. Finland

## Bandmedlemmar
- Sång - Martin Westerstrand Skans
- Trummor - Ian-Paolo Lira
- Gitarr - Max Flövik
- Bas - Daniel Cordero